# Маскатін (Айова)
Маскатін (англ. Muscatine) — місто (англ. city) в США, в окрузі Маскетін штату Айова. Населення — 23 797 осіб (2020).

## Географія
Маскатін розташований за координатами 41°25′12″ пн. ш. 91°4′11″ зх. д. / 41.42000° пн. ш. 91.06972° зх. д. (41.420129, -91.069840).  За даними Бюро перепису населення США в 2010 році місто мало площу 47,52 км², з яких 44,80 км² — суходіл та 2,72 км² — водойми.

## Демографія
Згідно з переписом 2010 року, у місті мешкало 22 886 осіб у 9008 домогосподарствах у складі 5923 родин. Густота населення становила 482 особи/км².  Було 9830 помешкань (207/км²).
Расовий склад населення:
| - 87,8 % — білих - 2,3 % — чорних або афроамериканців - 0,8 % — азіатів - 0,5 % — корінних американців - 6,4 % — осіб інших рас |

До двох чи більше рас належало 2,2 %. Частка іспаномовних становила 16,6 % від усіх жителів.
За віковим діапазоном населення розподілялося таким чином: 26,4 % — особи молодші 18 років, 60,0 % — особи у віці 18—64 років, 13,6 % — особи у віці 65 років та старші. Медіана віку мешканця становила 36,1 року. На 100 осіб жіночої статі у місті припадало 96,4 чоловіків;  на 100 жінок у віці від 18 років та старших — 92,9 чоловіків також старших 18 років.
Середній дохід на одне домашнє господарство  становив 59 592 долари США (медіана — 44 601), а середній дохід на одну сім'ю — 69 456 доларів (медіана — 55 248). Медіана доходів становила 41 054 долари для чоловіків та 33 619 доларів для жінок. За межею бідності перебувало 14,7 % осіб, у тому числі 22,1 % дітей у віці до 18 років та 7,5 % осіб у віці 65 років та старших.
Цивільне працевлаштоване населення становило 11 292 особи. Основні галузі зайнятості: виробництво — 29,8 %, освіта, охорона здоров'я та соціальна допомога — 20,7 %, мистецтво, розваги та відпочинок — 9,9 %, роздрібна торгівля — 9,2 %.